# 나무를 심은 사람
《나무를 심은 사람》(프랑스어: L'homme qui plantait des arbres, 영어: The Man Who Planted Trees)은 프랑스의 작가 장 지오노가 1953년에 발표한 소설이다. 프로방스의 알프스 끝자락에 있던 어느 황량한 계곡에서 양치기 노인이 반백년 동안 꾸준히 나무를 심어 결국에는 풍요로운 숲으로 변모했다는 이야기를 담고 있다. 원고는 프랑스어로 쓰여졌으나 책으로는 영어판이 먼저 나왔으며, 전체 분량이 4000단어에 불과한 단편소설이다. 삽화는 조엘 졸리베가 맡았다.
1987년 캐나다의 프레데릭 백에 의해 장편 애니메이션으로 제작되었으며, 1988년 아카데미상과 오타와 국제 애니메이션 페스티벌 대상을 받았다. 대한민국에는 1993년 새터 사에서 처음으로 책을 내면서 언론에 본격적으로 소개되었고, 애니메이션의 인기에 힘입어 여러 가지 책으로 발간되었다.

## 줄거리
1913년, 혼자서 등산 여행을 다니던 어느 젊은이가 프랑스의 프로방스를 지나 알프스로 향하면서, 비교적 사람의 손을 타지 않은 황무지 풍경을 즐기고 있었다.
여행 도중 물이 다 떨어진 주인공은 우물가를 찾아보려 하지만, 주변은 야생 라벤더만 가득하고 나무 한 그루 없는 황량한 계곡으로서 사람의 흔적은 전혀 찾아볼 수 없었다. 다만 다 쓰러져간 오래된 마을만이 있었다. 그곳에서 우물을 찾았지만 말라붙어 소용이 없었는데, 우연히 중년 양치기를 만나서 그가 알고 있다는 개울로 찾아가 목을 적신다. 문득 이런 폐허 속에 왜 혼자서 살고 있는지, 무엇을 하고 있는지 궁금해진 주인공은 잠시 그의 집에 머물며 이야기를 나누기로 한다. 양치기 남자는 자신의 이름이 엘제아르 부피에라 소개하고 아내는 먼저 하늘나라로 갔다고 말한다. 아내와 작별한 뒤 아무도 찾지 않는 이 드넓은 계곡에 나무를 한 그루씩 일일이 손으로 심어가며 숲을 가꾸어 황량한 풍경을 되살리고 있다고 답한다. 그 방법이 무엇인고 하니, 땅에다 작은 구멍을 뚫은 뒤 수십 킬로미터 떨어진 곳에서 모아온 도토리를 그 구멍 속에 넣고 덮는다는 것이었다.
주인공은 부피에와 작별한 뒤 집으로 돌아오고, 이후 제1차 세계 대전에 군인으로 참전하게 된다. 1920년 전쟁이 끝난 뒤 그 후유증과 우울증에 힘겹게 살아가던 주인공은 다시 한번 그 계곡을 찾아가게 된다. 그런데 부피에가 산 위에다 쌓아두던 댐으로 새로운 개울이 흐르고, 온갖 종류의 어린 묘목들이 계곡에 뿌려내린 풍경에 깜짝 놀라게 된다. 다시 살아난 계곡의 아름다움과 평화로움에 기운을 되찾은 주인공은 그때부터 매년마다 부피에의 집으로 찾아간다. 이제 부피에는 양치기일을 그만둔 상태였는데 양들이 묘목들을 해칠까 봐 걱정이 되었기 때문이라면서, 그 대신 지금은 양봉 일을 하고 있다고 말한다.
40년의 세월이 흐르는 동안 부피에는 계속해서 나무를 심었고, 계곡은 에덴 동산에 맞먹을 정도로 완전히 탈바꿈한다. 끝에 가서는 계곡에 온갖 생명이 가득했으며 평화도 자리 잡고 있었다. 전쟁 후 당국은 해당 지역을 환경 보존구역으로 지정하고, 만 명이 넘는 사람들도 이곳으로 들어오기 시작한다. 하지만 이 같은 변화가 부피에의 헌신 때문이란 것을 몰랐던 당국은 숲이 급속하게 불어난 것을 단순히 특이한 자연 현상으로만 해석하였고, 새롭게 이사 온 사람들도 부피에 덕에 지금의 행복을 누릴 수 있게 됐다는 것을 알지 못했다. 주인공은 공무원으로 일하는 친구에게 숲의 비밀을 알려주고, 친구도 숲을 지키는데 힘쓰게 된다.
세월이 다시 흘러 1947년 주인공은 바농의 어느 요양원을 찾아 이제는 노쇠한 부피에와 만난다. 그로부터 2년 뒤 나무를 심은 사람은 세상을 떠났다.

## 애니메이션 영화
1987년 캐나다의 애니메이션 감독 프레데릭 백이 제작한 동명의 영화, <나무를 심은 사람> (The Man Who Planted Trees)이 있다. 원작의 이야기를 기반으로 하였으며 프랑스어판과 영어판 내레이션의 두가지 버전, 30분짜리 분량으로 캐나다 라디오 텔레비전에서 제작해 개봉하였다.
이 영화는 1988년 아카데미상 최우수 단편 애니메이션상을 수상하였으며, 1987년 칸 영화제의 팔므도르 단편부문에도 후보로 올랐다. 1994년에는 애니메이션 업계 관계자들을 대상으로 조사한 '위대한 만화 50순위' 중 44위에 올랐다.
대한민국에서는 원작보다는 이 애니메이션을 통해 인지도를 높였다. 이 책이 제일 먼저 소개된 것은 1992년 <녹색평론> 3,4월호였으며, 박완서의 설명에 의하면 녹색평론에 게재된 이야기를 읽고 감동한 사람들이 뜻을 모아 성 베네딕도 수도원에서 비디오의 판권을 확보하였다고 한다. 1994년 7월 경 베네딕토 수도원에서 우리말 내레이션을 입힌 비디오를 정가 2만원에 판매하기 시작하였다. 1994년 12월에는 YMCA에서 선정한 '청소년 건전비디오'에 선정되었으며, 식목일을 맞이하면 TV에서 내보내거나 각 학교의 교육소재로 널리 보급되기도 하였다.

## 서지 정보

### 서적
원본
- 나무를 삼은 사람 - 프랑스어 원문
- 나무를 심은 사람 - 영어 원문

번역판
- 장 지오노; 채혜원 옮김 (2011년 4월). 《나무를 심은 사람》 개정판. 새터. ISBN 978-8-98717-574-4. (1993년 첫 번역판)
- 장 지오노; 조엘 졸리베 그림 (2010). 《나무를 심은 사람》. 두레아이들. ISBN 978-8-99155-025-4.
- 장 지오노; 프레데릭 백 그림 (2002). 《나무를 심은 사람》. 두레아이들. ISBN 978-8-99530-210-1.

### 애니메이션
- 나무를 심은 사람 (1987) - IMDB

## 같이 보기
- 조니 애플시드